# サステイナブルツーリズム

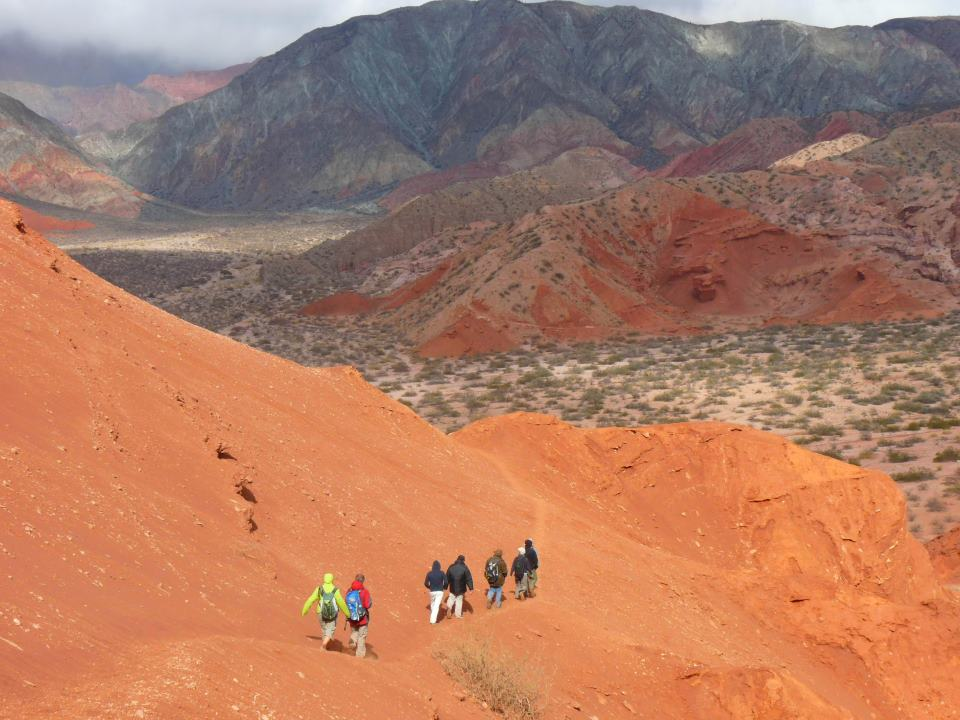
観光.

サステイナブルツーリズム（英: Sustainable tourism）とは、「持続可能な観光」という意味で、マスツーリズムの結果生じがちな、環境や文化の悪化、過度な商業化を避けつつ、観光地本来の姿を求めていこうとする考えおよびその実践。オールタナティブツーリズムの後に提唱された概念。

## 概要
サステイナブル・ツーリズムは海外ですでに確立されている。導入に至るには、自然保護区に指定されるような場所を保全し持続させるため、観光客・観光事業者・周辺住民がそれぞれの役割を果たすことが必須条件となる。そのためには観光客数の上限や移動手段や宿泊施設などの制約が求められ、それによって導入前より旅行費用は高くならざるを得ない。
そして、サステイナブル・ツーリズムによる収益は、人間の手によって荒らされた環境や文化の修復・回帰を図るための資金となり、周辺住民（貧困者層など）の雇用確保にも繋がる。
サステイナブルはしいて言えば、今後のあり方をスローガン的に示している。その考えはツーリズムだけでなく、エコ的な行動と言う意味で、人間の生活のあらゆる面に関係している。
一方、オールタナティブツーリズムは、それ自体で何か新しい形を示しているわけではない。マスツーリズムへのアンチテーゼとしてアイデアが示されたりするなど、具体的な（マスツーリズムに替わる）「新しさ」を表現する多様な選択肢の一つとして提唱された、エコツーリズム、エスニックツーリズムなどのスペシャル・インタレスト・ツーリズム (SIT) の集合体としてとらえることもできる。つまりオールタナティブツーリズムとは、帰納的概念といえよう。それらが結果として、マスツーリズムに変わるべきものになりうるという意味で、「結果としてのオルタナティブ」であるといえる。
サステイナブル・ツーリズムを実際に運営するのは民間の旅行会社主体で、中には環境への配慮に欠け持続可能性が伴わないツアーもあるが、それを国際的に取り締まる指針がないのが実状となっている。特に世界遺産を訪ねるヘリテージツーリズムにおいては本来の目的である厳正保護の原則が冒されつつあり、ユネスコでは「世界遺産と持続可能な観光プログラム」という指標を開示し、「持続可能な観光に関するアルマトイ宣言」を採択。さらに世界遺産を観光資源として利用する際に「サステイナブルツーリズムの誓約」を旅行会社に求めている。
また、2015年9月の国連総会で採択された持続可能な開発のための2030アジェンダでの持続可能な開発目標 (SDGs) をうけ、国連世界観光機関 (UNWTO) が「観光と持続可能な開発目標」という指針をまとめている。
2017年（平成29年）は国連の「持続可能な観光の国際年 (International Year of Sustainable Tourism for Development)」で、国際生物多様性の日においてもサステイナブル・ツーリズムの普及が図られる。